# Castejón de Valdejasa
Castejón de Valdejasa è un comune spagnolo di 324 abitanti situato nella comunità autonoma dell'Aragona.